# Eustratios Korakas
Eustratios Korakas (in greco Ευστράτιος Κόρακας?; Mitilene, 19 giugno 1940) è un politico greco.

## Biografia
Come membro del Partito Comunista di Grecia, fu europarlamentare dal 1999 al 2004.